# Стікін (територія)
58°01′00″ пн. ш. 131°00′00″ зх. д. / 58.0167° пн. ш. 131° зх. д.

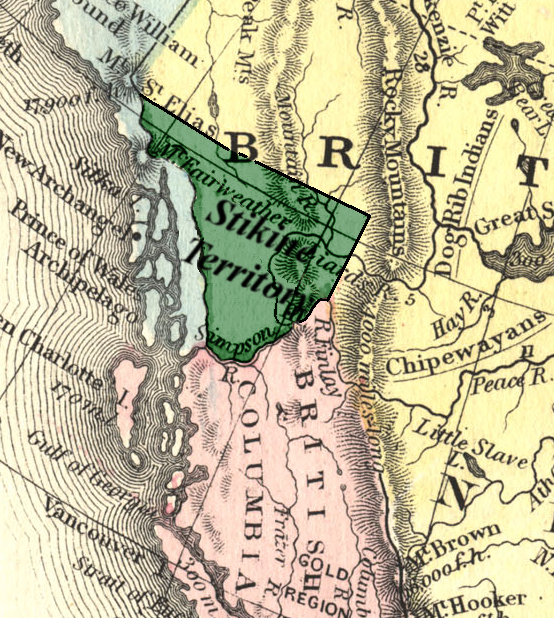
Територія Стікін у 1862 році

Територія Стікін (англ. Stickeen Territories, Stickeen Territory, Stikine Territory, Stikeen Territory) — територія в складі Британської Північної Америки, що існувала з 19 липня 1862 року по липень 1863.
Спочатку цей регіон перебував у складі Північно-Західної території, а розпоряджалася там Компанія Гудзонової затоки. У 1861 році, після звісток про те, що на річці Стікін знайдено золото, почалася золота лихоманка, і сюди ринув потік американських старателів. Аби отримати можливість регулювати їх діяльність і отримувати з них збори, британський уряд виокремив ці місця з-під юрисдикції Компанії Гудзонової затоки, і реорганізував їх у територію. Адміністратором території Стикин був призначений Джеймс Дуглас, одночасно він був губернатором колонії Британська Колумбія.
Межі території були визначені таким чином: на півночі — з 62-ї паралелі, на сході — по 125-му меридіану, на півдні — річками Насс і Фінлей, на заході — на кордоні з Російською Америкою.
За рік після створення територію Стікін включили до складу колонії Британська Колумбія, лише смуга північ від 60-ї паралелі була повернута Північно-Західній території (в 1895 році, після початку Клондайкської золотої лихоманки, передана території Юкон).